# Chlidonini
Chlidonini es una  tribu de coleópteros polífagos crisomeloideos de la familia Cerambycidae.

## Géneros
Tiene los siguientes géneros:
- Chlidones Waterhouse, 1879
- Derbidia Fairmaire, 1901